# 北穂高小屋

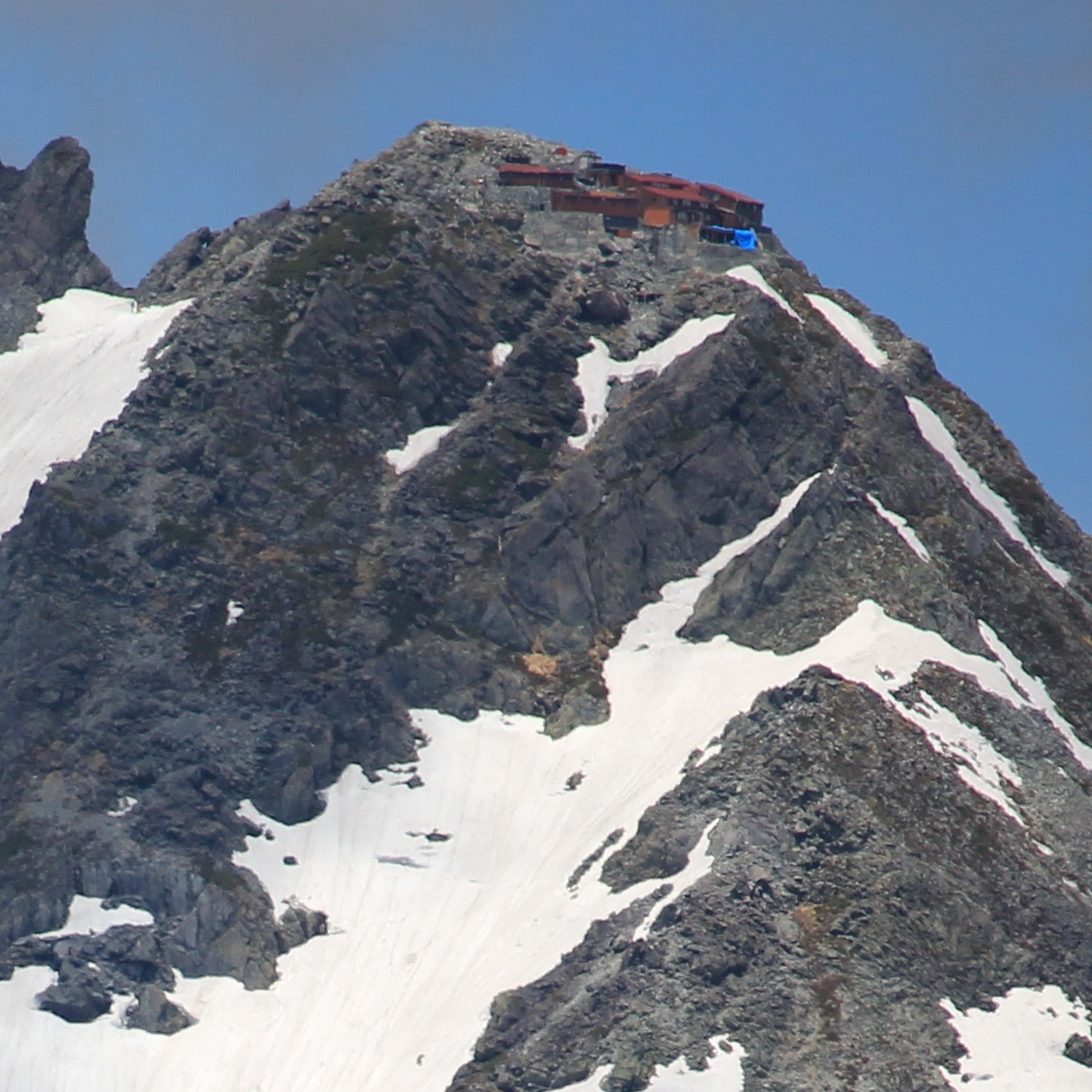
蝶ヶ岳から望む北穂高岳の北峰頂上直下にある北穂高小屋

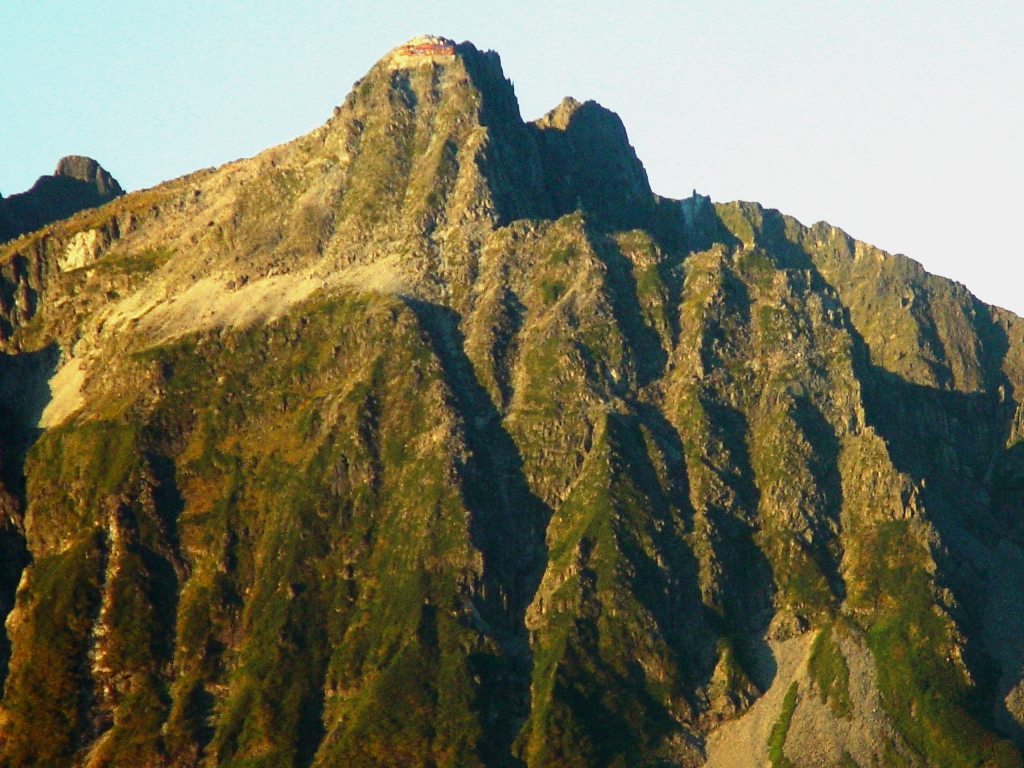
表銀座の西岳から望む双耳峰の北穂高岳と北穂高小屋

北穂高小屋（きたほたかごや）は、飛騨山脈（北アルプス）主稜線上の北穂高岳（標高3,106 m）にある山小屋である。山小屋は長野県と岐阜県との県境付近の長野県松本市側にある。
双耳峰である北穂高岳の北峰直下 (3,100 m) に所在しており、富士山をのぞくと日本の山小屋としては最も標高が高い。

## 要目
- 営業期間：4月29日 - 11月3日[2]
- 収容人数：65人[1]
- キャンプ指定地：テント20張[3]

※一帯は中部山岳国立公園および国有林内であるため、キャンプ指定地以外の設営は禁止されている。

### 主な施設
- 客室・食堂・トイレ・洗面台・乾燥室・喫茶（食堂）

小屋の外に売店があり、土産や菓子などはそこで販売している。テラスにベンチが設置してあり休憩で利用することができる。
急峻な稜線上にある小屋のため水が非常に貴重で、飲料水は天水を利用している。一般利用者向けの入浴施設はない。
キャンプ指定地は小屋から10分の距離にあり、トイレは小屋を利用する。

## 沿革
- 1947年（昭和22年）春 - 小山義治が建設に着手[4][5]。小山は地元ではなく東京の出身で、登山者として穂高岳に通ううち小屋の建設を思い立ち、人力で資材を運び上げて建設した[1]。
- 1948年（昭和23年）10月 - 10坪の小屋が完成[5]。
- 1957年（昭和32年） - 食堂部を増築[5]。
- 1964年（昭和39年） - 本館を改築[5]。
- 1969年（昭和44年） - 3階部分を改築[5]。

## アクセス

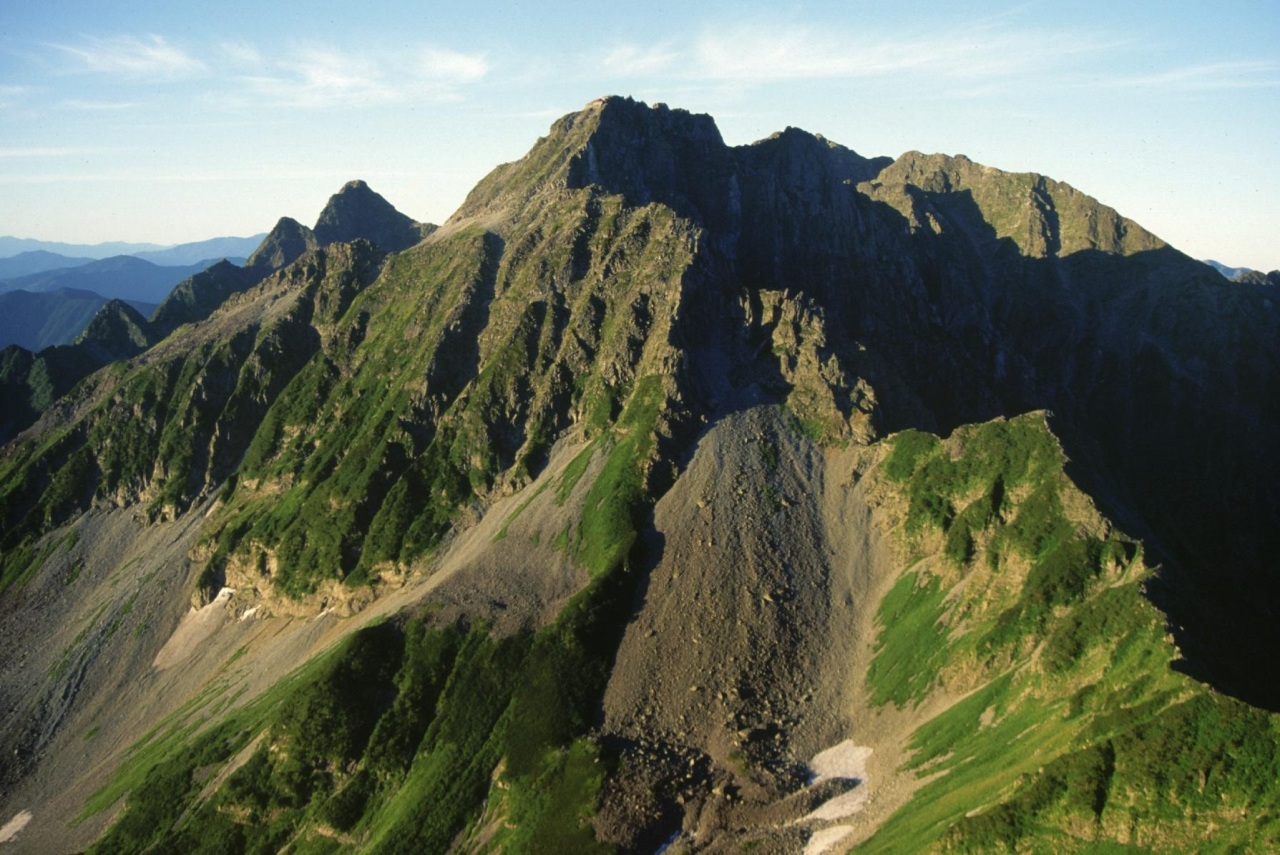
南岳から望む大キレットと北穂高岳から奥穂高岳と続く山並み

もっとも容易なルートは、上高地より涸沢カールを経由して北穂高岳に至るものである。上高地から北穂高岳までのコースタイムは9時間20分。
北穂高岳からは、北側に大キレットを渡り南岳方面へ、南西側に奥穂高岳・涸沢岳方面への稜線が続いているが、いずれも上級者向けのルートである。その他、本谷から北穂池を通りA沢のコルへ抜けて大キレットに合流、北穂沢から東稜に入り直登、滝谷出合から滝谷を詰める、などのバリエーションコースが存在する。

## 周辺の山小屋
- 涸沢ヒュッテ
- 涸沢小屋
- 穂高岳山荘
- 南岳小屋

## 関係者
- 磯貝猛 山岳カメラマン。北穂高岳を拠点に撮影を行っていた。2010年、北穂高岳南稜にて滑落死。死後、小屋関係者によってケルンが設置された。
- 渡辺幸雄 山岳カメラマン。北穂高小屋OB。写真以外の著書に『ヤマケイアルペンガイド 槍・穂高連峰』がある。